# Josef Bayer
Josef Bayer (Viena 8Àustria), 6 de març, 1852 - idem. 12 de març, 1913) va ser un compositor austríac i director de l'Austria Court Ballet des de 1883 fins a la seva mort.

## Biografia
Bayer era fill del mestre sastre Matthias Bayer i la seva dona Magdalena, de soltera Dubowsky. Va estudiar al Conservatori de Viena amb Joseph Hellmesberger, Otto Dessoff i Anton Bruckner. Des de 1870 va ser violinista de l'orquestra de l'Òpera de la Cort de Viena durant 28 anys.
Quan Josef Bayer es va convertir en director d'òpera de la cort el 1883 i es va fer càrrec de la direcció del ballet de l'òpera de la cort el 1885, va començar la seva carrera musical real. Durant aquest temps va compondre més de 20 ballets en un acte, diverses operetes, escenes de dansa i nombroses altres obres musicals. El seu primer gran èxit va ser el ballet "Wiener Walzer", estrenat el gener de 1885, que recorre el desenvolupament de la dansa nacional alemanya al segle anterior utilitzant melodies de Johann Strauss, Joseph Lanner i molts altres. El 1900, Bayer va rebre la Creu de Cavaller de l'Orde de Franz Joseph per commemorar el seu 30è aniversari.
Josef Bayer era membre de l'associació Schlaraffia sota el nom de "Ritter Puppenfee der Partiturreiche".
Va ocupar el càrrec de cap del Ballet de l'Òpera de la Cort fins a la seva mort el 12 de març de 1913. La seva tomba d'honor es troba al Cementiri Central de Viena (Grup 0, Fila 1, Número 66).

## "La fada de la nina"
La millor creació de ballet mai creada a l'Òpera de la Cort de Viena, i alhora l'obra més famosa de Bayer fins ara, és el ballet "Im Puppenladen", presentat per primera vegada el 4 d'octubre de 1888. Més tard es va fer famós mundialment, el nom del paper principal, sota el títol "Die Puppenfee". La coreografia va ser creada pel mestre de ballet de la cort Josef Hassreiter, l'escenografia i el vestuari de Franz Gaul (1837-1906). "Die Puppenfee" es va representar anualment a l'Òpera Estatal de Viena fins al 2008 i, amb més de vuit-centes representacions, és ara una de les peces més representades a l'Òpera Estatal.

## "Ventafocs"
La Ventafocs és un ballet a gran escala compost per Johann Strauss. No obstant això, no va poder completar-lo ja que va morir d'una pneumònia el 3 de juny de 1899. Fins a la seva mort, Johann Strauss havia orquestrat el primer acte i la meitat del tercer acte. Correspongué a Josef Bayer completar l'obra, sota l'estipulació contractual que només utilitzava la música de Johann Strauss ("amb l'excepció de les transicions tècnicament necessàries"). Bayer va completar la reducció de piano del ballet, però Gustav Mahler va considerar que l'obra no tenia res a veure amb Johann Strauss i es va negar a interpretar-la. El 2 de maig de 1901, per exemple, va tenir lloc l'estrena mundial de La Ventafocs en presència del Kaiser Guillem II a la Royal Opera House de Berlín. Només set anys més tard, el 4 d'octubre de 1908, es va representar per primera vegada l'obra a l'Òpera de la Cort de Viena.

## Obres (selecció)
- Paraplui-Marsch
- Sonnen-Walzer
- Bade-Galopp
- Christkindl-Polka
- Der Dolch Obra d'un acte per a 2 persones (1909)

### Ballet
- Wiener Walzer
- Die Puppenfee
- Österreichische Märsche
- Rund um Wien
- Sonne und Erde
- Die Braut von Korea

### Operes
- Der Chevalier von San Marco (Nova York, 1882)
- Mister Menelaus (Viena, 1896)
- Fräulein Hexe (Viena, 1898)
- Der Polizeichef (Viena, 1904)
- Spitzbub & Cie (Viena, 1907)
- Das Damenduell (Viena, 1907)

### Dansa
- Wiener Schlittage-Gallop, a 1880 OCLC 1071769209
- Männerlob, Polka, a 1885 OCLC 497753819